# Frais de copies virtuelles
Pour les articles homonymes, voir FCV.
Le mécanisme financier des frais de copies virtuelles (FCV) est un concept venant des États-Unis : les Virtual Print Fee (VPF), qui concerne l'économie de la distribution de films de cinémas en numérique et leur exploitation en salles.
Ce mécanisme financier a pour but de permettre aux salles de cinéma de financer leurs équipements de projection numérique, grâce au reversement direct ou indirect par les distributeurs d'une partie des économies provenant de la différence entre les coûts de fabrication de :
- une copie argentique sur film 35 mm : entre 800 € et 1500 €, selon la durée du film (métrage de pellicule) et la puissance de son distributeur (capacité de négociation) ;
- une copie numérique (DCP) : proche de 100 € (réduction de l'écart en numéraire entre les différents distributeurs).

En France, ce mécanisme a été avalisé par la loi du 30 septembre 2010 (n° 2010-1149), qui impose aux distributeurs de film une contribution due, au titre de chaque salle, lors des deux premières semaines suivant la date de sortie nationale de l'œuvre cinématographique pour la première mise à disposition de l'œuvre dans l'établissement. Ces FCV étant temporaires, ils sont vouée à disparaître une fois la couverture du coût de la transition numérique assuré, au plus tard en 2021 pour la France.
Le montant des FCV résulte d'une libre négociation entre les parties. Il se situe généralement entre 400€ et 600€.  
Ces sommes sont collectées directement par l'exploitant ou au travers d'une entité de déploiement (AAM, Ymagis, XDC, Access IT...), cette dernière approche permettant une mutualisation entre cinémas.

## Tiers opérateurs de FCV
- Arts Alliance Media
- Ymagis
- XDC